# Maquis

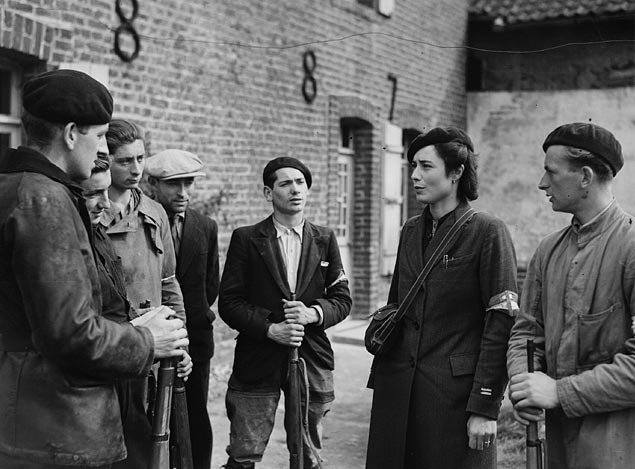
Membri dei Maquis a La Tresorerie

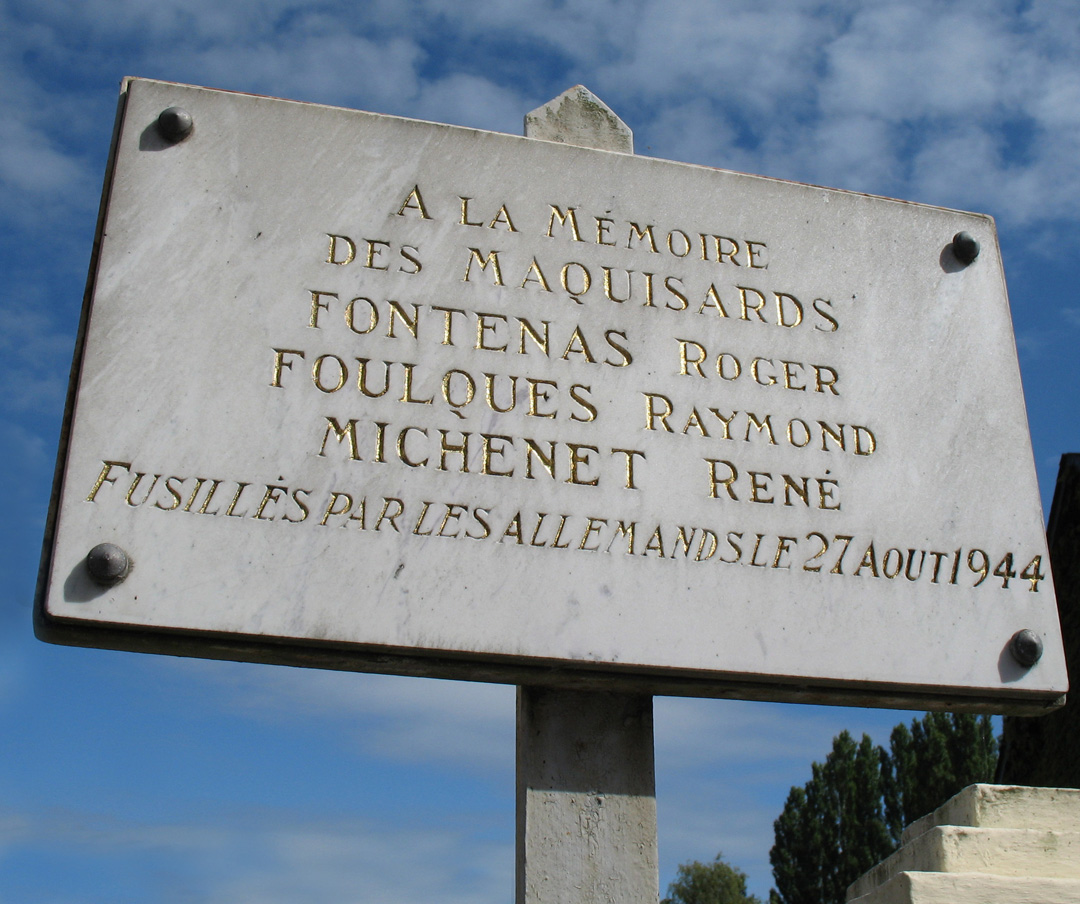
Targa in memoria di tre maquis fucilati nel 1944

Con il termine maquis (in francese letteralmente "macchia", nel senso di "boscaglia", originariamente calco francese del termine italiano) si indica il movimento di resistenza e liberazione nazionale francese durante la seconda guerra mondiale. I combattenti partigiani erano detti maquisard.
Lo stesso termine in Spagna indica il movimento di resistenza armata al franchismo che, dopo la fine della guerra civile spagnola, fu particolarmente attivo in Cantabria, sui Pirenei e in Andalusia.